# Émetteur de Vellerot-lès-Belvoir

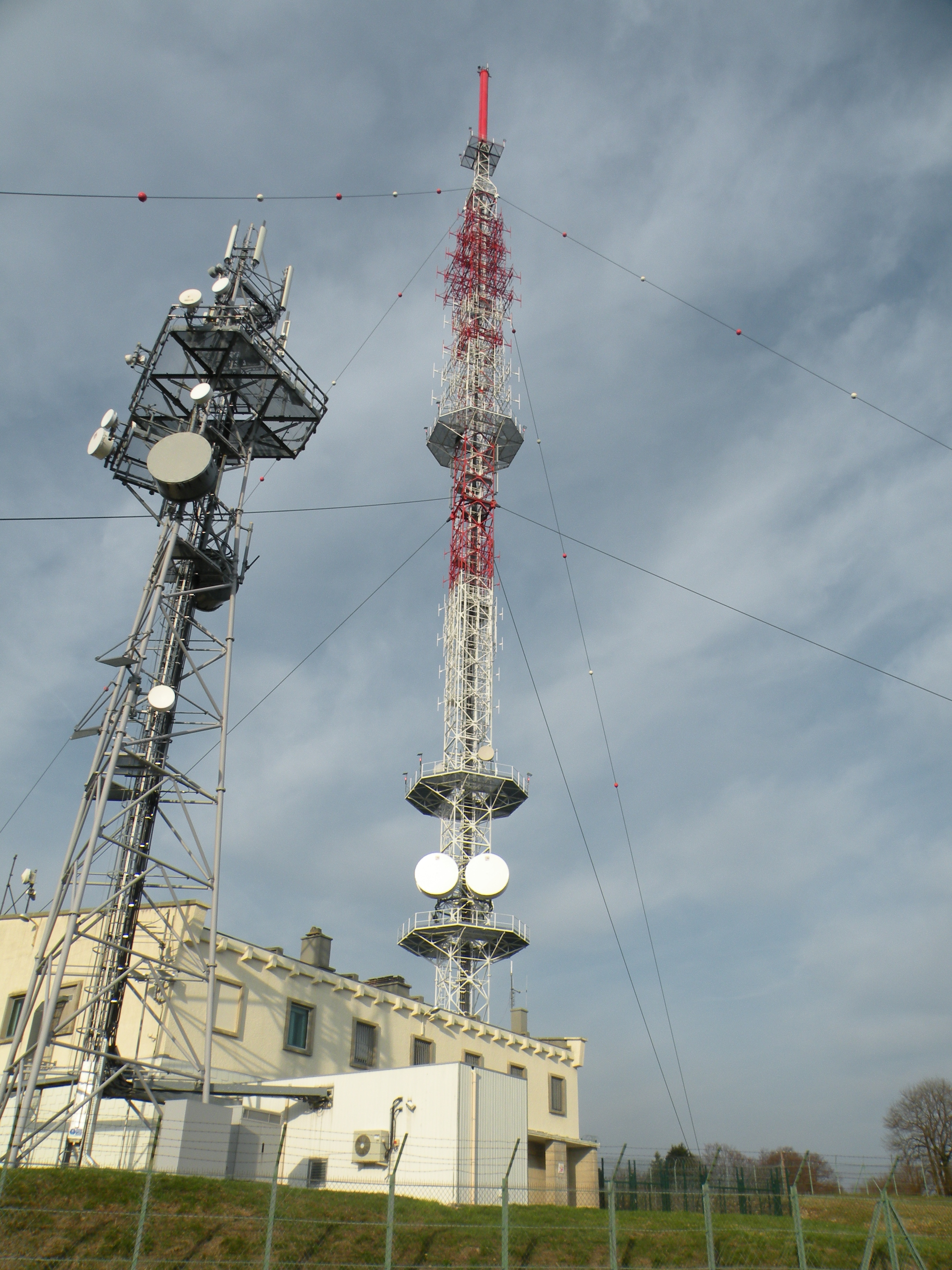
Émetteur de Vellerot-lès-Belvoir

L'émetteur du Lomont, appellation usuelle de l'émetteur de Besançon-Lomont ou de Lomont-Belvoir, est un émetteur de radiofréquences appartenant à TDF et situé sur un plissement extérieur du Jura dit de la chaîne du Lomont. Placé stratégiquement à 835 mètres d'altitude, il émet en télévision et en radio sur la Franche-Comté.

## Situation
Il est situé sur la commune de Vellerot-lès-Belvoir dans le département du Doubs, entre Besançon et Montbéliard.

## Histoire
Il a été mis en service en 1963 avec un pylône de 110 m, rehaussé en 1968 pour atteindre 126 m ; il est remplacé en 2004 par un nouveau pylône de 147 m, ce qui en fait la plus haute structure dans le département du Doubs, de plus, ses 13 feux de balisage aérien basse intensité (de couleur rouge) et son feu à éclats au xénon à son extrémité le rend visible sur de très grandes distances la nuit comme de jour.  

## Caractéristiques
Il est entièrement télécommandé depuis Besançon, sa puissance est d'environ 230 kW[réf. nécessaire] en UHF et sa couverture atteint les 100 km dans la partie nord/nord-est (la moins montagneuse).
Le pylône constitue pour l'IGN un point géodésique d'ordre 1 dans le système NTF.

## Télévision

### Analogique
Jusqu'au 16 novembre 2010, le site de diffusion de Lomont émettait 4 chaînes en analogique :
| Chaîne                 | Puissance (PAR) | Canal | Gamme d'ondes | Polarisation |
| ---------------------- | --------------- | ----- | ------------- | ------------ |
| TF1                    | 260 kW          | 47    | UHF           | Horizontale  |
| France 2               | 260 kW          | 41    | UHF           | Horizontale  |
| France 3 Franche-Comté | 260 kW          | 44    | UHF           | Horizontale  |
| Canal+                 | 60 kW           | 3     | VHF           | Verticale    |

Source : "Liste des anciens émetteurs de télévision français" (fichier PDF).

### Numérique
L'activation était prévue dans un premier temps pour 2007, puis 2008, mais n'entrera en vigueur qu'au premier semestre 2010 (période indicative) d'après le CSA.
Le CSA a publié le 20 mars 2009 de nouveaux canaux identifiés et transitoires avant le passage au tout numérique de cet émetteur, canaux transitoires qui ont été émis par TDF et TowerCast du 11 mai 2010 au 15 novembre 2010 en iso-fréquence avec l'émetteur de Besançon-Montfaucon :
| Multiplex | Canal | Diffuseur |
| --------- | ----- | --------- |
| R1        | 22    | TDF       |
| R2        | 48    | Towercast |
| R3        | 54    | Towercast |
| R4        | 37    | TDF       |
| R6        | 67    | Towercast |

Altitude d'émission : 982 m. 
Depuis l'arrivée des multiplex R7 et R8, les canaux étaient :
| Multiplex | Chaînes                                                   | Canal |
| --------- | --------------------------------------------------------- | ----- |
| R1        | France 2, France 3 Franche-Comté, France 5, France Ô, LCP | 29H   |
| R2        | D8, France 4, BFM TV, D17, Gulli, I-Télé                  | 44H   |
| R3        | Canal+, Canal+ Sport, Canal+ Cinéma, Planète+             | 54H   |
| R4        | M6, W9, NT1, Paris Première, Arte HD                      | 23H   |
| R5        | TF1 HD, France 2 HD, M6 HD                                | 45H   |
| R6        | TF1, Arte, TMC, NRJ 12, LCI, Eurosport, TF6               | 47H   |
| R7        | HD1, L'Équipe 21, Chérie 25                               | 26H   |
| R8        | 6ter, Numéro 23, RMC Découverte                           | 41H   |

Depuis, un pylône Towercast de plus de 150 mètres a été construit à quelques mètres de ce pylône historique, et commencera à diffuser les multiplex à partir du 16/17 novembre 2015. La tour hertzienne de TDF continuera à diffuser un multiplex mais par Towercast.
Le 5 avril 2016, une réorganisation des multiplex est appliquée en raison de l'adoption de la norme MPEG-4 (norme Haute définition) sur la quasi-totalité des chaînes terrestres. Ce changement marque la disparition des multiplex R5 et R8, les arrivées d'LCI en diffusion gratuite et quelques mois plus tard de France Info, la chaîne d'information du service public. Voici les canaux, depuis la libération en Phase 6, de la bande des 700 MHz :
| Multiplex | LCN              | Chaînes                                                                           | Canal | Puissance (PAR) |
| --------- | ---------------- | --------------------------------------------------------------------------------- | ----- | --------------- |
| R1        | 2 3 14 27 32     | France 2 France 3 Franche-Comté France 4 France Info France 3 Belfort-Montbéliard | 43H   | 50 kW           |
| R2        | 8 15 16 17 18    | C8 BFM TV CNews CStar Gulli                                                       | 44H   | 50 kW           |
| R3        | 4 26 41 42 43 45 | Canal+ LCI Paris Première Canal+ Sport Canal+ Cinéma(s) Planète+                  | 41H   | 50 kW           |
| R4        | 5 6 7 9 22       | France 5 M6 Arte W9 6ter                                                          | 23H   | 50 kW           |
| R6        | 1 10 11 12 13    | TF1 TMC TFX NRJ 12 LCP                                                            | 47H   | 50 kW           |
| R7        | 20 21 23 24 25   | TF1 Séries Films L'Équipe RMC Story RMC Découverte Chérie 25                      | 26H   | 50 kW           |

Tous les multiplex sont diffusés depuis Lomont par l'opérateur Towercast. Les R1, R2, R3, R4 et R6 sont émis depuis le pylône autostable situé à proximité de la tour hertzienne, où se trouve l'émetteur du R7.
Source : Émetteurs TNT dans le Doubs sur le forum de tvnt.net (consulté le 8 avril 2017).

## RadioFM
L'émetteur de Lomont émet 4 radios publiques, dont la station locale qui couvre une partie de la région.
| Fréquence | Radio                | Puissance | RDS (PS) |
| --------- | -------------------- | --------- | -------- |
| 90.0      | France Inter         | 20 kW     | __INTER_ |
| 92.9      | France Musique       | 20 kW     | MUSIQUE_ |
| 97.7      | France Culture       | 20 kW     | _CULTURE |
| 101.4     | France Bleu Besançon | 20 kW     | BLEUBESA |

## Téléphonie mobile
| Opérateur        | 2G  | 3G  | 4G  | FH  |
| ---------------- | --- | --- | --- | --- |
| Orange           | Oui | Oui | Oui | Non |
| SFR              | Oui | Oui | Oui | Oui |
| Bouygues Telecom | Oui | Oui | Oui | Oui |
| Free             | Non | Oui | Oui | Oui |

Source : Situation géographique du site sur cartoradio.fr (consulté le 8 avril 2017).

## Autres réseaux
- IFW (opérateur WiMAX) : Boucle locale radio de 3 GHz.
- TDF : Faisceau hertzien

Source : Situation géographique du site sur cartoradio.fr (consulté le 8 avril 2017).